# Mircea Paraschiv
Mircea Paraschiv (Bucarest, 1 de julio de 1954) es un exentrenador y exjugador rumano de rugby que se desempeñaba como medio scrum.

## Selección nacional
Fue convocado a los Stejarii por primera vez en mayo de 1975 para enfrentar al XV del León; rápidamente se convirtió en un jugador regular y titular indiscutido, fue seleccionado capitán; cargo que mantuvo hasta que disputó su último partido en noviembre de 1987 frente a Les Bleus. En total jugó 62 partidos y marcó seis tries para un total de 24 puntos (un try valía 4 puntos por aquel entonces).

### Participaciones en Copas del Mundo
Solo disputó una Copa del Mundo; Nueva Zelanda 1987 donde los Stejarii resultaron eliminados en la fase de grupos tras caer derrotados ante Francia y el XV del Cardo. Paraschiv fue el capitán de su seleccionado, jugó todos los partidos y le marcó un try a los Welwitschias.
| Mundial                       | Sede          | Resultado    | PJ | Tries |
| ----------------------------- | ------------- | ------------ | -- | ----- |
| Copa Mundial de Rugby de 1987 | Nueva Zelanda | Primera fase | 3  | 1     |

## Entrenador
En 1990 regresó al mundo del rugby como entrenador de su club; el CS Dinamo București y lo fue hasta 2006 cuando se retiró de la actividad. En 2010 firmó con el SSC Farul Constanța, para entrenarlo por una temporada y se retiró definitivamente al cumplir el contrato.

### Rumania
En 1995 con pocos meses antes de comenzar la Copa Mundial de Sudáfrica 1995, fue convocado para ser entrenador del seleccionado desde ese momento. La aventura rumana fue un desastre al perder todos los partidos.
Finalizada la Copa Mundial, se le ofreció seguir entrenando hasta Gales 1999 y Mircea aceptó el desafío. Esta vez pudo igualar las mejores participaciones anteriores, al obtener una victoria; ante las Águilas.
| Mundial                       | Sede      | Resultado    | PJ  | Gan. |
| ----------------------------- | --------- | ------------ | --- | ---- |
| Copa Mundial de Rugby de 1995 | Sudáfrica | Primera fase | 3/6 | 0    |
| Copa Mundial de Rugby de 1999 | Gales     | Primera fase | 3/6 | 1    |

## Palmarés
- Campeón del Rugby Europe International Championships de 1976–77, 1980–81 y 1982–83.
- Campeón de la SuperLiga de 1981–82 (como jugador), 1990–91, 1993–94, 1995–96, 1997–98, 1999–00, 2000–01, 2001–02 y 2003–04.